# Choctaws en la Guerra Civil dels Estats Units

Bandera històrica dels Confederats Choctaw en la Guerra Civil

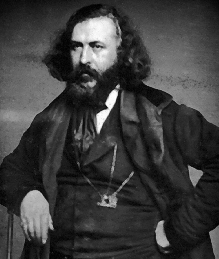
Al començament de la Guerra Civil, Pike fou nomenat enviat Confederat davant els nadius americans.

Els choctaws en la Guerra Civil dels Estats Units participaren en dos grans escenaris, orient i occident. El general Arnold Spann organitzà el primer batalló de choctaws en Mississippi, i Albert Pike redactà termes de tractat i més tard comandà una força combinada de tropes choctaw; cherokee; chickasaw; creek; i seminola.

## Antecedents
Al començament de la Guerra Civil dels Estats Units Albert Pike va ser nomenat com a enviat confederat als amerindis. En aquesta qualitat va negociar diversos tractats; un d'aquests tractats va ser el Tractat amb choctaws i chickasaws duts a terme al juliol de 1861. El tractat comprenia seixanta-quatre termes que cobrien molts temes com la sobirania nacional choctaw i chickasaw, possibilitats de ciutadania dels Estats Confederats d'Amèrica, i un delegat titulat a la Cambra de Representants dels Estats Confederats d'Amèrica.
Aviat es van formar batallons confederats en Territori Indi i més tard a Mississippi en suport de la causa sudista. Els choctaws, que esperaven el suport dels confederats, n'obtingueren poc. Webb Garrison, un historiador de la Guerra Civil, descriu la seva resposta: quan el general de brigada confederat Albert Pike va autoritzar la formació dels regiments durant la tardor de 1860, creeks, choctaws i cherokees van respondre amb gran entusiasme. El seu zel per la causa confederada, però, va començar a evaporar-se quan van saber-se que no s'havia disposat per a ells ni les armes ni el pagament. Un oficial disgustat va reconèixer després que "amb l'excepció d'un subministrament parcial per al regiment choctaw, no se'ls va proporcionar tendes de campanya, roba, o campament o equipatge de guarnició."

## Est

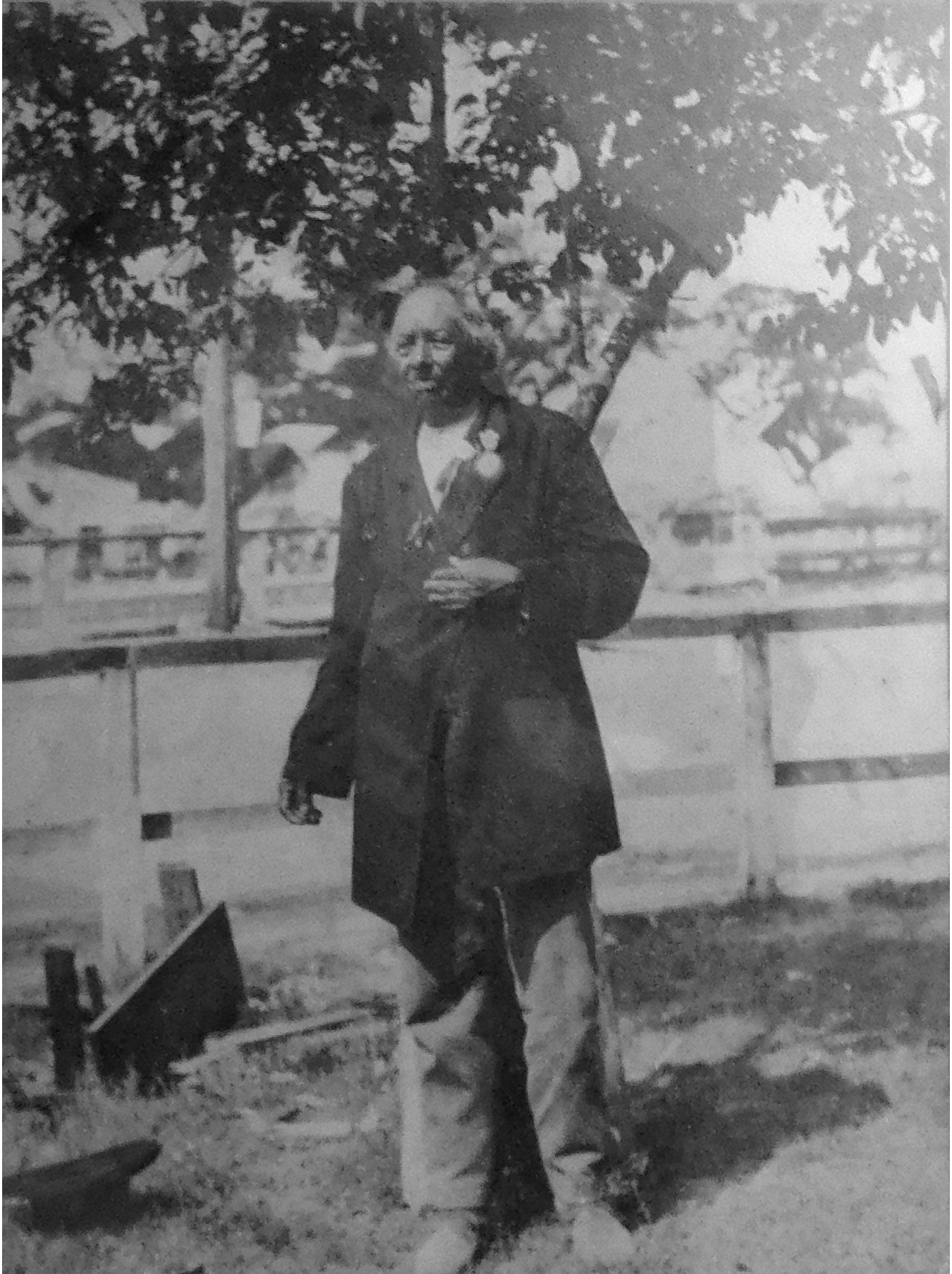
Jack Amos, foto amb 77 anys, fou soldat del Primer Batalló Choctaw en Mississippi, CSA

La Confederació buscava reclutar amerindis a l'est del Mississipi en 1862, així que va obrir un camp de reclutament a Mobile (Alabama) "al peu de Stone Street" i un altre al comtat de Newton, Mississippi. El Mobile Advertiser and Register faria publicitat per una oportunitat al servei militar.
| «                                                     | Una oportunitat per al servei actiu. El secretari de Guerra m'ha autoritzat a donar d'alta tots els indis a l'est del riu Mississippi al servei dels Estats Confederats, com a guies. A més dels indis, rebré tots els ciutadans homes blancs, que siguin bons tiradors. Per a cada membre, cinquanta dòlars Bounty, roba, armes, equipament de campament & c: mobles. Les armes seran rifles Enfield. Per a més informació dirigir-se a mi a Mobile, Ala. (Signat) S.G. Spann, Comm'ing Choctaw Forces. | » |
| — Jacqueline Anderson Matte, They Say the Wind is Red | |   |

J. W. Pierce i S. G. Spann organitzaren els Choctaws del Mississippi Confederats en 1862-63. Després d'un accident de tren, conegut com el descarrilament de Chunky Creek de 1863, prop de Hickory (Mississipi), el Batalló Choctaw, que havia estat organitzada dies abans, va dirigir els seus esforços al rescat i recuperació de l'accident. Spann va descriure l'escena, "l'enginyer estava sota ordres militars, i la seva llarga sèrie de vagons estava ple de soldats de la Confederació, que, com l'enginyer, es van animar amb una sola impuls: A Vicksburg! Per la victòria o la mort! Més endavant l'enginyer va accelerar. Tot va passar per sobre, excepte el cotxe del darrere. El pont va perdre els rails, i el cotxe del darrere es va precipitar en les aigües tèrboles amb gairebé un centenar de soldats. 'Ajuda!' va ser el crit, però no va haver ajuda." Boggan va escriure del rescat, "l'ajuda va arribar més ràpid del que s'esperava. El primer batalló d'indis Choctaw, sota el comandament del major S.G Spann, era estacionat en un camp d'entrenament militar confederat a prop de l'escena de l'accident. Dirigits per Jack Amos i Elder Williams, els indis es van afanyar a l'escena, despullats, i es va submergir en el rierol inundat. Molts dels passatgers van ser rescatats pels seus actes heroics." La destacada historiadora choctaw Clara Kidwell va escriure, "en un acte d'heroisme a Mississipi, els choctaws rescataren 23 supervivents i recuperaren 90 cossos quan un tren de tropes confederades descarrilà en un pont i va caure al riu Chunky."
El Major S. G. Spann, comandant del Camp Dabney H. Maury de Newton, Mississipi, va escriure sobre els fets dels choctaws anys després de la fi de la guerra civil.
| «                                                            | Molts amics sincers i camarades insisteixen que l'indi choctaw com a soldat confederat ha de tenir el seu propi lloc en el llibre dels esdeveniments durant la guerra civil americana. Atès que aquesta tasca ha estat gairebé ignorada, li envio algunes reminiscències que seran un exponent del extraordinari mèrit dels indis choctaw al continent americà. La meva relació amb els indis choctaw va ser provocada incidentalment: Major J.W. Pearce, de Hazelhurst, Mississipi, va organitzar un batalló d'indis choctaw, dels comtats de Kemper, DeKalb, Neshoba, Jasper, Scott i Newton, Miss., conegut com a "Primer Batalló d'Indis Choctaw, Exèrcit Confederat." | » |
| — Maj. S. G. Spann- Confederate Veteran Magazine Volume XIII | |   |

### Choctaws de Mississipi capturats
Choctaws de Mississipi foren capturats a Ponchatoula (Louisiana), i molts moriren en una presó Unió a Nova York. Spann descriu l'incident, "[Maj. J.W. Pearce] va establir dos campaments; un campament de reclutament al comtat de Newton i un campament d'entrenament a Tangipahoa; més enllà de la línia fronterera de l'Estat de Louisiana en la tardor de 1862. Nova Orleans en aquell moment estava en les mans del general federal B.F. Butler. Sense previ avís un grup de reconeixent enemic van assaltar el campament i va capturar al voltant de dues dotzenes d'indis i un oficial blanc encarregat i els van portar a Nova Orleans. Alguns dels oficials i diversos dels indis van escapar i van tornar al campament del comtat de Newton, però tots els indis capturats van ser duts a Nova York, i van anar desfilant tots els dies en els parcs públics com a curiositats per als vianants curiosos.

## Oest

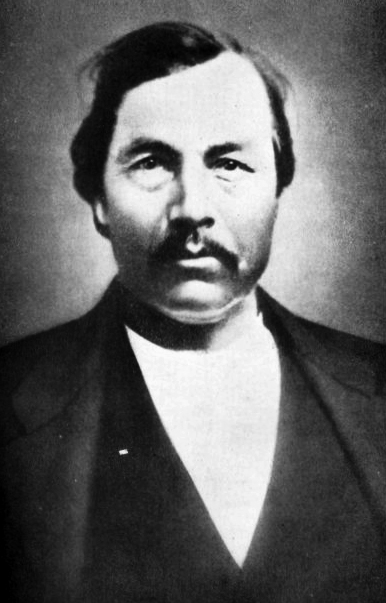
Jackson McCurtain, tinent coronel del Primer Batalló Choctaw a Oklahoma, CSA.

En la Nació Choctaw, Jackson McCurtain, qui més tard seria cap de districte, fou escollit representant pel comtat Sugar Loaf al Consell Nacional l'octubre de 1859. El 22 de juny de 1861 es va allistar al Primer Regiment de Rifles Muntats Choctaw i Chickasaw. Fou comissionat capità de la Companyia G sota el comandament del coronel Douglas H. Cooper de l'Exèrcit Confederat. En 1862 esdevingué tinent coronel del Primer Batalló Choctaw.

### Organització
Les Nacions Choctaw i Chickasaw eren organitzades en deu companyies. Les unitats participarien en vuit batalles.
- Primer Regiment de Rifles Muntats Choctaw i Chickasaw
- Segon Regiment de Cavalleria Choctaw
- Tercer Regiment de Cavalleria Choctaw
- Primer de Rifles Muntats Choctaw
- Regiment de Guerrers Choctaw
- Companyia d'Infanteria Choctaw

## Resultat
El destí dels choctaws de Mississipi capturats a Louisiana després de la guerra és desconegut.